# Dimitrios Kappas
Dimitrios Kappas (griechisch Δημήτριος Κάππας, auch Dimitris Kappas, Δημήτρης Κάππας; * 20. Januar 1989) ist ein ehemaliger griechischer Skilangläufer und Biathlet.
Dimitrios Kappas von EOS Naousas gab sein internationales Debüt bei den Nordischen Juniorenweltmeisterschaften 2006 in Kranj, wo er 91. des Freistil-Sprints und 97. über 10 Kilometer Klassisch wurde. In der Folgezeit startete er regelmäßig im Alpencup, dem Balkan Cup und im Slavic Cup. 2008 nahm er in Mals erneut an den Juniorenweltmeisterschaften im Nordischen Skisport teil und wurde 73. im Freistil-Sprints und 95. über 10 Kilometer Klassisch. 2009 gewann Kappas in Seli den Titel des griechischen Meisters im Klassik-Sprint. Nächstes Großereignis wurden ein Jahr später die Nordischen Juniorenweltmeisterschaften in Le Praz-de-Lys-Sommand. Der Grieche startete einzig über 10 Kilometer Freistil und wurde dort 89. Noch im selben Monat startete er auch bei den Nordischen Skiweltmeisterschaften 2009 in Liberec, scheiterte aber als 82. in der Freistilsprint-Qualifikation. in der Gesamtwertung des Rollerski-Weltcups 2010 belegte er Rang 41. 2011 gewann Kappas in Metsovo ein Freistil-Sprintrennen im Rahmen des Balkan-Cups. Wenig später nahm er erneut bei den Nordischen Skiweltmeisterschaften 2011 in Oslo teil. Im Freistil-Sprint belegte Kappas Platz 86, über 15 Kilometer Klassisch wurde er 101. Bei den Nordischen Skiweltmeisterschaften 2013 im Val di Fiemme kam er auf den 117. Platz über 15 km Freistil und auf den 106. Rang im Sprint.
Im Biathlon debütierte Kappas 2008 in Obertilliach im IBU-Cup, wo er in einem Einzel sein erstes Rennen nicht beendete. Wenig später beendete er erstmals ein Sprintrennen und wurde 110. Es war seine beste Platzierung im IBU-Cup. Erste internationale Meisterschaften im Biathlon wurden die Sommerbiathlon-Weltmeisterschaften 2011 in Nové Město na Moravě. Kappas wurde im Sprint 51., das Verfolgungsrennen beendete er als überrundeter Läufer nicht. Bei den Biathlon-Europameisterschaften im folgenden Jahr in Osrblie lief er auf den 75. Platz im Sprint.